# Cahuilla
Els cahuilla o Iviatim en la seva llengua són una tribu uto-asteca del grup takic. Se sotsdivideix en nombrosos clans i famílies.

## Nom i idioma
El cahuilla pertany a la família uto-asteca. Un cens de 1990 revelà 35 parlants en una població ètnica de 800. Es troba gairebé extingit, ja que la majoria dels parlants són de mitjana edat o ancians. En la seva pròpia llengua, el seu autònim és iviatim, i el nom de la seva llengua ivia. Cahuilla és un exònim aplicat al grup desoprés de la seva missió de secularització als Ranxos de Califòrnia. La paraula "cahuilla" probablement deriva de la paraula cahuilla kawi'a, que vol dir "mestre."

## Localització
Vivien als deserts i cantons de San Bernardino i Salton Sea i San Jacinto, a Califòrnia, ocupant uns 6,200 km². Actualment ocupen unes 8 reserves de 18.240 acres a Palm Springs i Salton Sea (California): Morongo, Cahuilla, Torres Martínez, Cabazon, Santa Rosa, Soboba (amb Luiseño), Los Coyotes i Augustine.

## Demografia
En el segle xviii potser eren entre 6.000 i 10.000 individus, però la verola els va reduir a 2.500 el 1864. El 1950 eren uns 450 individus, que augmentaren a 600 el 1970 i a uns 800 el 1980, dels quals 509 encara parlaven la llengua indígena. Pel 1990 eren uns 900 individus.
Segons dades de la BIA del 1995, hi havia 8 residents a Augustine, 48 a Cabazon (41 en rol tribal), 249 a Cahuilla (269 en rol tribal), 281 a Agua Caliente (291 al rol tribal), 268 a Los Coyotes, 1.393 a Morongo (918 al rol tribal), 135 a Santa Rosa, 725 a Soboba (617 al rol tribal), 3 a Ramona i 132 a Torres Martínez (451 al rol tribal).
Segons el cens dels EUA del 2000, hi havia censats 3.188 individus, però només restaven 35 parlants de la seva llengua.

## Costums
En el seu territori, l'aglà, principal producte de moltes tribus californianes, només era abundant a unes poques àrees ben regades. La cacera era escassa, i gran part de llur territori era àrid i inconreable. S'alimentaven de fruites del desert, com mesquite, atzavara, productes del cactus i llavors de flors de sempreviva.
Vivien en simples teulades o en cases de tova, però també ho podien fer en refugis del sol sense parets. Llur cistelleria i terrissa era modesta.
Aparentment, les societats tenien una estructura complexa, basada en el qa? (pare); eren dividides en meitats regides per la descendència i el matrimoni. Es dividien en moltes bandes aïllades o en clans associats per certs territoris i avantpassats.

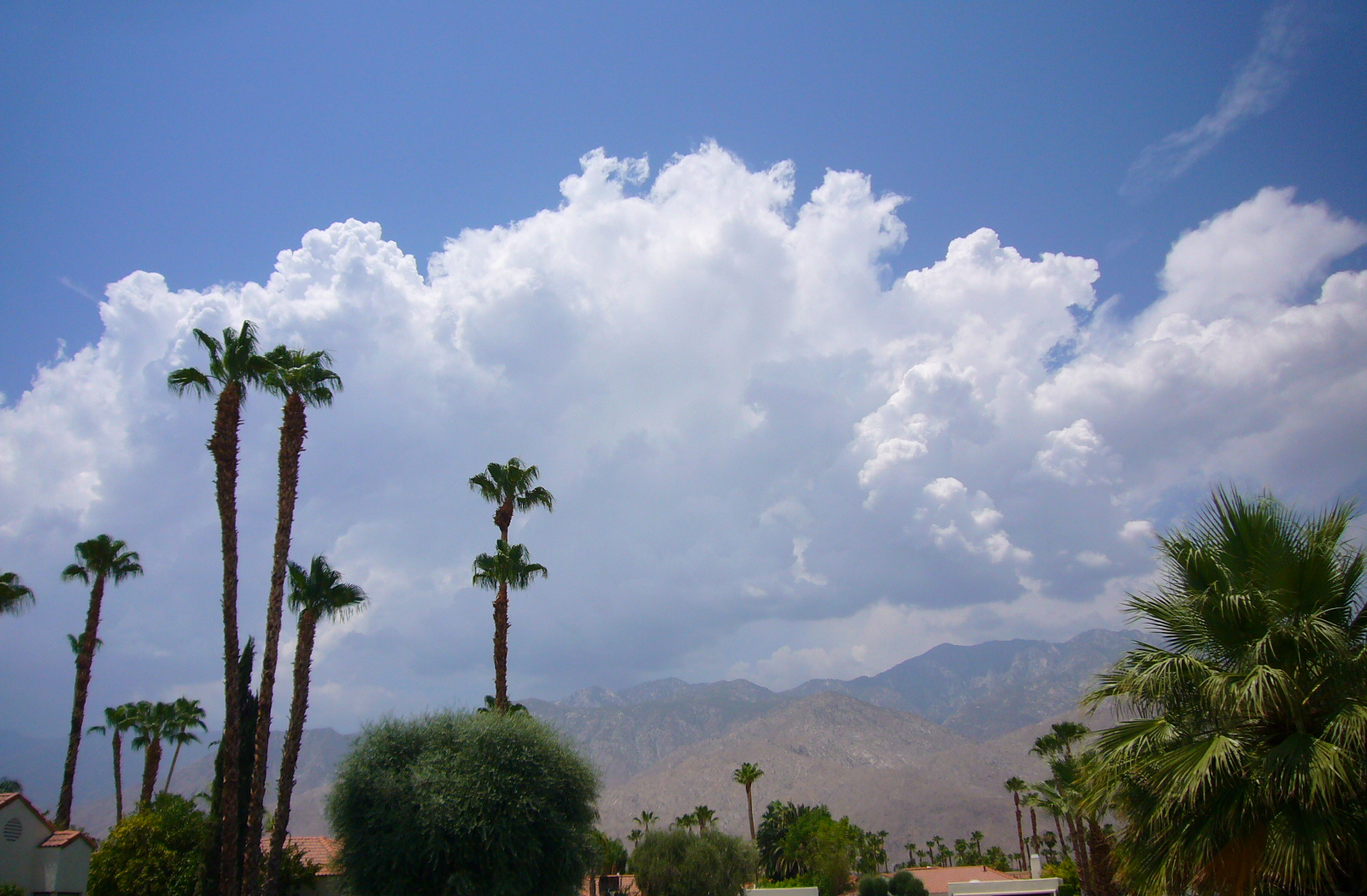
Visió de les Muntanyes San Jacinto, en territori històricament Cahuilla.

El net era el cap comunitari i tenia potestad per escollir el nom dels nounats, i el paxaa? el seu assistent. La Puvalem era l'associació dels xamans, i també eren importants els haunik o cantants rituals i els ngengewish o dansarins rituals.
La seva religió no és gaire coneguda, malgrat que hom coneix noms de deïtats animals i alguns rites funeraris. Tenien puul (xamà) i el maiswat (amulet cerimonial) i creien en ¿iva¿a (Força creadora) de caràcter animista, i també en tewlavil (ànimes) i nukatem (éssers primaris de forma animal), entre els quals distingien kutya? el capturador d'animals, Pemtemweha, el mestre dels animals amb potes, i Muut, el missatger de la mort. Celebraven la cerimònia del Menja-Foc i creien que les ànimes anaven al Temelkic. També celebraven una cerimònia per als morts, el nukil, organitzada pels clans. Un cop havia mort un d'ells, el cremaven amb la seva casa i feien una processió.

## Història
Les llegendes orals suggereixen que quan els cahuilla es van establir a la vall de Coachella hi existia un gran cos d'aigua anomenat pels geògrafs llac Cahuilla. Era alimentat pel Riu Colorado i es va assecar en algun moment abans de 1700, arran d'un dels canvis repetits en el curs del riu. En 1905 un trencament en un dic va crear el molt més petit Mar Salton en el mateix lloc.
Els cahuilla vivien de la terra mitjançant l'ús de plantes natives. Un dels arbres del que collien més fruits era Washingtonia filifera. Els cahuilla també van utilitzar fulles de palma per fer cistelleria de moltes formes, mides i propòsits; sandàlies i palla per a sostres d'habitatges. Els cahuilla vivien en petits grups més que les altres tribus.
El 1774 foren visitats per l'espanyol Juan Bautista de Anza, qui fou atacat per membres del clan Wiastim quan va travessar el seu territori sense demanar permís. Cap al 1809 alguns d'ells foren batejats pels espanyols, i tenien una fluida relació comercial amb els colons de Mèxic. El 1819 s'hi establiren missions i adoptaren l'agricultura i la ramaderia.
El 1822 s'hi establiren terratinents mexicans, com Antonio María Lugo, qui el 1846 traslladaria cinc clans cahuilla a les seves terres per tal de protegir-se dels lladres de cavalls utes. Per altra banda, els caps cahuilla Juan Antonio i Antonio Garia lluitaren contra els EUA en la guerra del 1848.
Pel Tractat de Guadalupe-Hidalgo del 1848, tot el seu territori, abans sota sobirania mexicana, va passar a la dels EUA. Com a resposta, el 1851 van reclamar les seves terres i lluitaren contra la invasió, amb ràtzies contra Los Angeles. Van patir, però, una epidèmia de verola el 1862-1864 que els va reduir a 2.500 individus del gairebé 10.000 que eren.
Així delmats, es van avenir a tractar amb el govern dels EUA. Entre el 1875 i el 1877 el president Grant els va crear les reserves de Morongo, Cahuilla, Cabazon i Torres Martínez, sota jurisdicció de la BIA, però això no va poder invadir que llurs terres fossin invadides pels colons. Això els va moure a dur diverses protestes al Congrés dels EUA el 1881. D'aquesta manera, s'aprovà per a ells el 12 de gener del 1891 l'Act for the Relief of Mission Indians, però així i tot se'ls acabaria aplicant l'Allotment Act del 1887.
Francisco Potencio, germà d'Alejo Potencio, líder espiritual dels cahuilla el 1920-1940, va fer un recull de les tradicions de la tribu amb ajut de la remeiera Ruby Modesto Nesha (1913-1980), gran coneixedora de les tradicions tribals.
Per l'Equalization Law del 1959 van rebre el poder de rebre i parcel·lar les terres igual com feien els blancs, alhora que es crearen les reserves de Santa Rosa, Soboba, Los Coyotes i Augustine, però molts d'ells van emigrar a San Diego i Los Angeles, com d'altres indis californians. Personatges destacats en aquests anys han estat el cantant i contador d'històries Joe Lomas (1968), l'escriptor i activista Rupert Costo, i Katherine Saubel, cap informal de la tribu.

## Tribus reconegudes federalment
Els cahuilla s'han dividit històricament pels antropòlegs en els grups "Muntanya," "Desert," i "Pas". Avui hi ha nou reserves al sud de Califòrnia que són les llars reconegudes de les bandes cahuilla, Es troben localitzades als comtats d'Imperial, Riverside i San Diego i són territori de tribus reconegudes federalment.

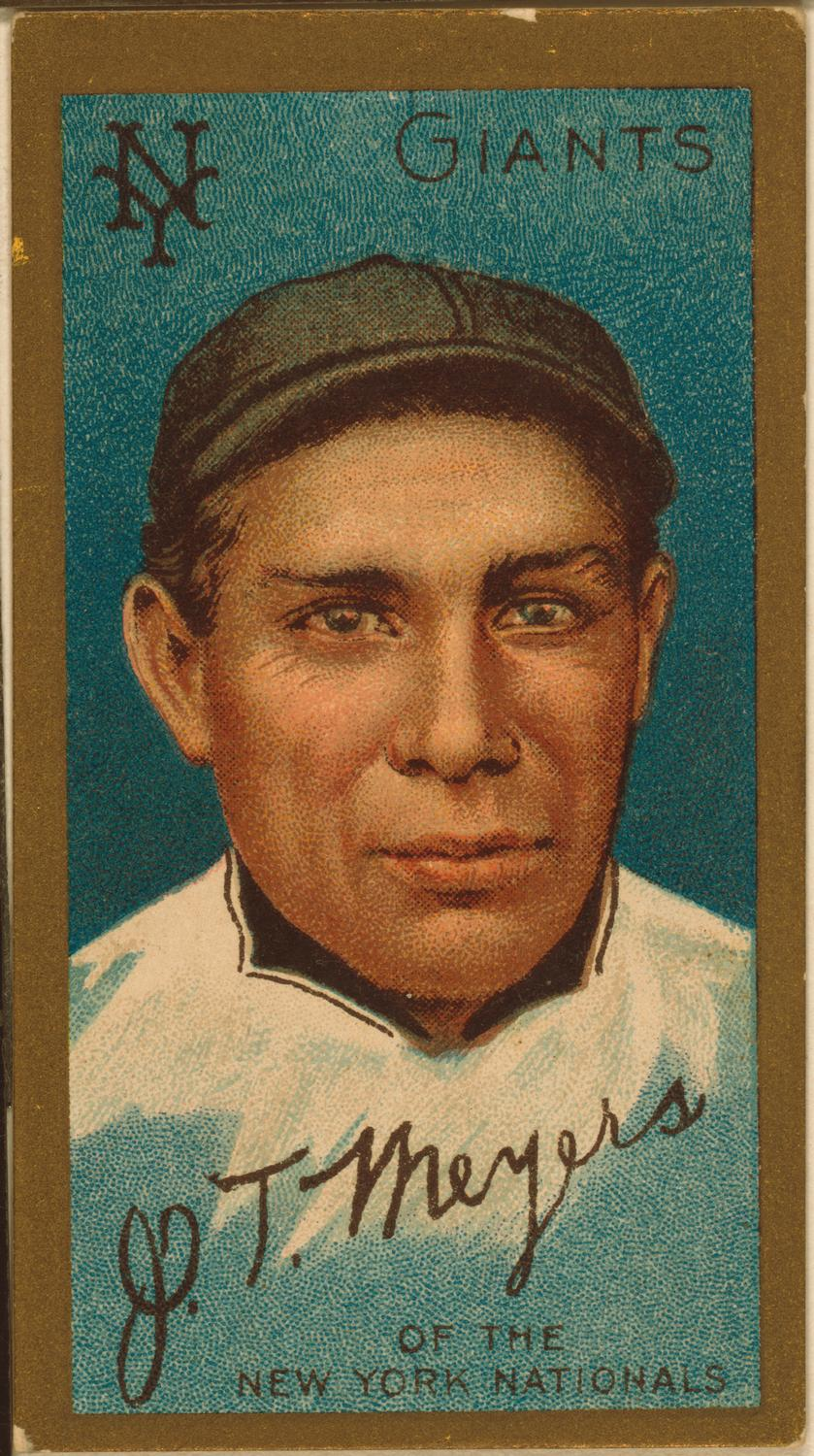
John Tortes "Chief" Meyers fou un catcher a la Major League Baseball

Les bandes cahuilla bands (a vegades anomenades "viles") són:
- Banda Agua Caliente Band d'indis cahuilla de la reserva índia Agua Caliente
- Banda Augustine dels indis cahuilla
- Banda Cabazon d'indis de Missió
- Banda cahuilla d'indis de Missió de la Reserva Cahuilla
- Banda Los Coyotes d'indis cahuilla i cupeño de la reserva Los Coyotes
- Banda Morongo d'indis cahuilla de Missió de la reserva Morongo
- Banda Ramona dels Cahuilla
- Banda Santa Rosa d'indis cahuilla
- Indis desert cahuilla Torres-Martinez